# 足立区立長門小学校
足立区立長門小学校（あだちくりつ ながとしょうがっこう）は、東京都足立区が設立・運営する公立小学校。

## 概要
足立区東部最東端に位置する区立小学校であり、1957年（昭和32年）に足立区立大谷田小学校の分校として開設された。足立区立長門小学校として開校するのは1964年（昭和39年）のことである。

### 校名
学区域の周辺は1932年（昭和7年）から1965年（昭和40年）まで長門町という住所を用いていた。これは江戸時代の中川地域の開拓者である浅田長右衛門新田の「長」と「門」からとって付けた地名である。長門小学校は足立区長門町に所在する小学校ということを意味している。

## 教育目標
3つの目標の実現を目指している。
- 明るく元気な子
- 自ら考え学び合う子
- 仲良く助け合う子

## 学校諸元

### 所在地
〒120-0002 東京都足立区中川1-19-32
アクセス
- 東日本旅客鉄道
  - 常磐緩行線：亀有駅下車徒歩15分

### 校章
桜の中に「長門」と縦に書いてある校章。

### 校歌
足立区立長門小学校校歌 （制定：1964年〈昭和39年〉11月26日）
- 作詞：坂本越郎
- 作曲：平井康三郎

## 沿革

### 開校の背景
1950年（昭和25年）に中川四丁目に足立区立大谷田小学校が開設されると、常磐線以南地域の生徒児童らは常磐線の踏切を越えて（当時は地上路線。現在は高架路線）この小学校へと通学していた。しかし戦後の住宅開発による学生児童数の急増で大谷田小学校の収容能力が限界に近づき、さらには常磐線の運行電車本数の増加と高速化で踏み切りを超えての通学に不便さと不安感が増していくとともに、近隣地域住民の間に常磐線以南地域への分校開設の要望が高まった。
地元の学校建設に期待をかける地元住民の思いは強く、難航が予想された学校用地の確保のために農家が自分の農耕地を提供してくれるなどの協力があった。
こうして1957年（昭和32年）4月1日、大谷田小学校長門分校が誕生し、その後木造校舎の鉄筋化改修工事などを経て、1964年（昭和39年）4月1日に足立区立長門小学校として開校する。